# Сенькин Ров
Сенькин Ров — поселок в Суражском районе Брянской области в составе Лопазненского сельского поселения.

## География
Находится в северо-западной части Брянской области на расстоянии приблизительно 16 км на восток-северо-восток по прямой от районного центра города Сураж.

## История
Основан в 1924 году, назван по имени первопоселенца (Семен Евдокимович Горельченко), получившего участок возле оврага. В XX веке работали колхозы «Сенькин Ров», «Верный путь» и «Родина». На карте 1941 года отмечен как поселение с 26 дворами.

## Население
Численность населения: 41 человек (русские 100 %) в 2002 году, 24 в 2010.